# شهرستان کاتون-قره‌غای
شهرستان کاتون-قره‌غای (به قزاقی: Катонқарағай ауданы، كاتونقاراعاي اۋدانى) یک شهرستان در قزاقستان است که در استان قزاقستان شرقی واقع شده‌است. شهرستان کاتون-قره‌غای ۱۳٬۱۶۷ کیلومتر مربع مساحت و ۲۸٬۰۰۸ نفر جمعیت دارد.